# 24 Carat Purple
24 Carat Purple kompilacijski je album britanskog hard rock sastava Deep Purple, kojeg 1975. godine objavljuje diskografska kuća, 'Purple Records'. Ovo je njihov prvi album objavljen u vlastitoj izdavačkoj kući.

## Popis pjesama
| #  | Pjesma                          | trajanje | Skladatelj  | Album                  |
| -- | ------------------------------- | -------- | ----------- | ---------------------- |
| 01 | "Woman From Tokyo"              | 5:49     | Deep Purple | Who Do We Think We Are |
| 02 | "Fireball"                      | 3:26     | Deep Purple | Fireball               |
| 03 | "Strange Kind of Woman" (uživo) | 9:14     | Deep Purple | Made in Japan          |
| 04 | "Never Before"                  | 4:02     | Deep Purple | Machine Head           |
| 05 | "Black Night" (uživo)           | 4:59     | Deep Purple | Made in Japan          |
| 06 | "Speed King"                    | 5:52     | Deep Purple | In Rock                |
| 07 | "Smoke on the Water" (uživo)    | 7:29     | Deep Purple | Made in Japan          |
| 08 | "Child in Time" (uživo)         | 12:19    | Deep Purple | Made in Japan          |

## Izvođači

### Deep Purple
- Ian Gillan - vokal
- Ritchie Blackmore - gitara
- Jon Lord - klavijature
- Roger Glover - bas-gitara
- Ian Paice - bubnjevi

- Projekcija – Martin Birch

## Vanjske poveznice
- Allmusic.com - Deep Purple - 24 Carat Purple